# ورنترسک
ورنترسک (به لاتین: Varntresk) یک منطقهٔ مسکونی در نروژ است که در Hattfjelldal واقع شده‌است.

## خصوصیات
ورنترسک ۴۱۲ متر بالاتر از سطح دریا واقع شده‌است.